# 錢燕喜

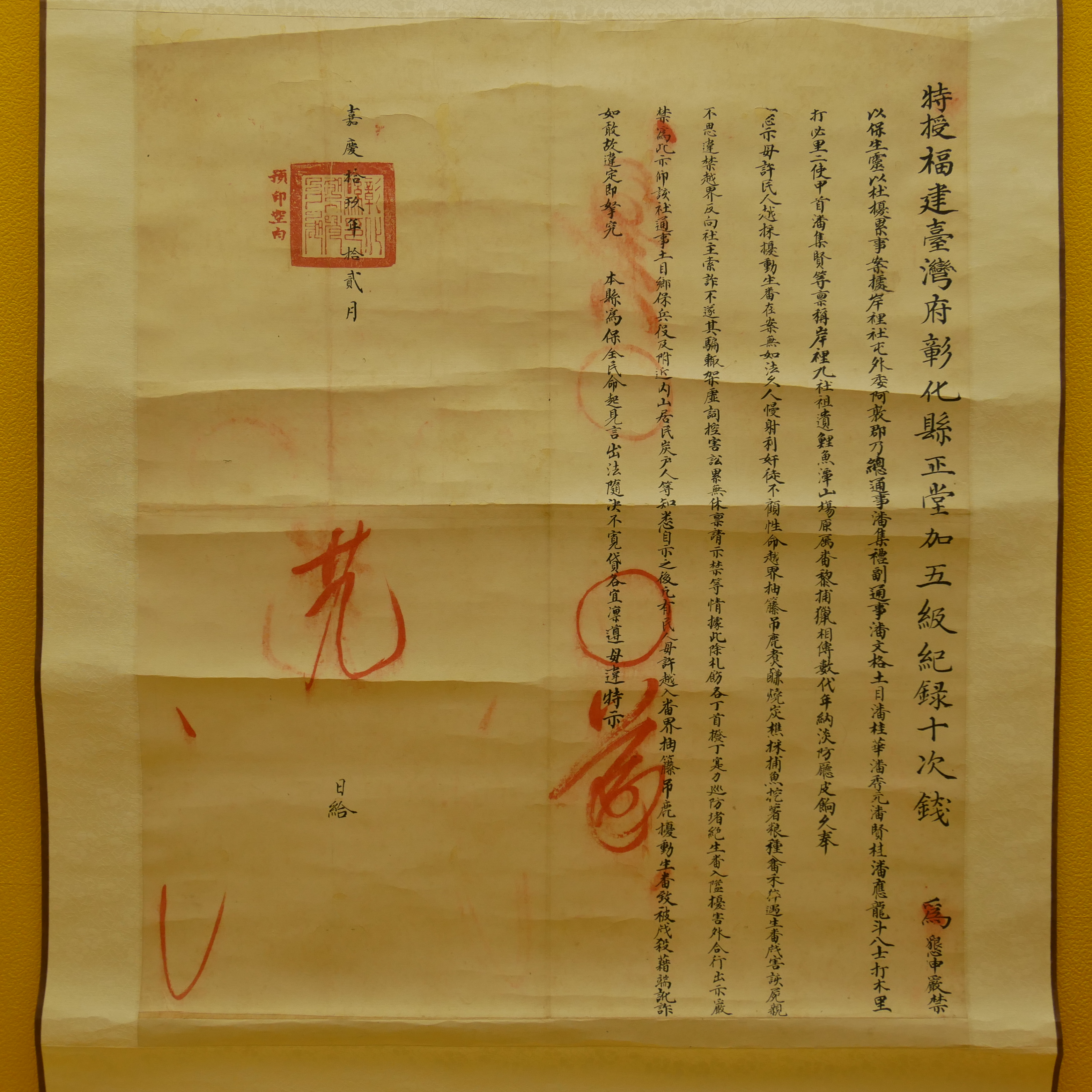
嘉慶十九年（1815年）彰化縣知縣錢燕喜給岸裡社總通事等諭告（嚴禁越界免遭生番殺害，國立臺灣博物館藏）

錢燕喜（？—？），浙江嘉興嘉善縣人，清朝官員。監生出身。

## 生平
嘉慶十九年（1814年）二月署任臺灣府彰化縣知縣。嘉慶二十一年（1816年）接替薛志亮，代理臺灣府淡水撫民同知，同年四月護理臺灣府北路理番鹿仔港海防捕盜同知。